# Coppa Italia 2009-2010 (turni preliminari)

## Primo turno

### Risultati
| Arbitro: | Mangialardi (Pistoia) |

|                                           |           |                        |
| Bacchion 10’ (aut.) Tozzi Borsoi 11’, 41’ | Marcatori | 20’ Farina 70’ Moretti |

| Arbitro: | Zeoli (Napoli) |

|                                           |           |                     |
| Lustrissimi 16’ (aut.) Germinale 40’, 71’ | Marcatori | 77’ (rig.) Ferretti |

| Arbitro: | Monaco (Tivoli) |

|  |           |                              |
|  | Marcatori | 37’ (rig.) Artico 58’ Mateos |

| Arbitro: | Santonocito (Abbiategrasso) |

|  |           |              |
|  | Marcatori | 34’ Fanucchi |

| Arbitro: | Penno (Nichelino) |

|             |           |  |
| Bertani 67’ | Marcatori |  |

| Arbitro: | Vivenzi (Brescia) |

|                                            |           |  |
| Sarno 18’ Pacilli 52’ Ripa 63’, 81’ (rig.) | Marcatori |  |

| Arbitro: | Zonno (Bari) |

|                                    |                      |                                      |
| Favasuli 43’ Schetter 44’          | Marcatori            | 57’, 88’ Momenté                     |
| Favasuli Farina Tarantino Cipriani | Tiri di rigore 3 – 4 | Grossi Buzzegoli Radi Ebagua Momenté |

| Arbitro: | Benassi (Bologna) |

|                          |           |  |
| Guidetti 29’ Musetti 58’ | Marcatori |  |

| Arbitro: | De Faveri (San Donà di Piave) |

|                            |           |                 |
| Arma 25’ (rig.) Meloni 42’ | Marcatori | 71’ (rig.) Riva |

| Arbitro: | Carbone (Napoli) |

|               |           |                                      |
| Innocenti 21’ | Marcatori | 34’ Porchia 66’ Caccavallo 84’ Danti |

| Arbitro: | De Benedictis (Bari) |

|                                        |           |           |
| Clemente 24’ Evacuo 48’ Carcione 90+1’ | Marcatori | 72’ Vieri |

| Arbitro: | Peretti (Verona) |

|                                                  |           |                                      |
| Scappini 58’ Cavagna 69’ Piovaccari 90+3’ (rig.) | Marcatori | 44’ (rig.) Campagnacci 54’ Carbonaro |

| Arbitro: | Coccia (San Benedetto del Tronto) |

|                  |           |                           |
| Frara 24’ (rig.) | Marcatori | 60’ A.Trapani 109’ Burgos |

| Arbitro: | Mariani (Aprilia) |

|                               |           |  |
| Erpen 54’ Chianese 77’ (rig.) | Marcatori |  |

| Arbitro: | Fabbri (Ravenna) |

|                                             |           |  |
| Morelli 6’ Maschio 29’, 45+1’ Ferrari 90+3’ | Marcatori |  |

| Arbitro: | Barbeno (Brescia) |

|  |           |            |
|  | Marcatori | 111’ Selva |

| Arbitro: | Bindoni (Venezia) |

|                              |           |  |
| Pesenti 10’, 41’ Emerson 83’ | Marcatori |  |

| Arbitro: | Intagliata (Siracusa) |

|            |           |  |
| Cutolo 11’ | Marcatori |  |

### Tabella riassuntiva
| Squadra 1       | Risultato       | Squadra 2            |
| --------------- | --------------- | -------------------- |
| Arezzo          | 2 - 0           | Castellarano         |
| Benevento       | 3 - 1           | Prato                |
| Cavese          | 2 - 2 (3-4 dcr) | Varese               |
| Cremonese       | 2 - 0           | Chioggia Sottomarina |
| Foggia          | 3 - 1           | Viterbese            |
| Lumezzane       | 3 - 0           | Fano                 |
| Novara          | 1 - 0           | Pescina VG           |
| Pergocrema      | 0 - 1           | Figline              |
| Perugia         | 1 - 0           | Nocerina             |
| Pro Patria      | 4 - 0           | Gela                 |
| Ravenna         | 3 - 2           | Giulianova           |
| Real Marcianise | 0 - 2           | Alessandria          |
| Reggiana        | 4 - 0           | Sansepolcro          |
| Rimini          | 1 - 2 (dts)     | Vico Equense         |
| SPAL            | 2 - 1           | Como                 |
| Spezia          | 0 - 1(dts)      | Verona               |
| Taranto         | 1 - 3           | Cosenza              |
| Ternana         | 3 - 2           | Renate               |

Note
1. ↑  Inversione di campo rispetto all'esito del sorteggio.

## Secondo turno

### Risultati
| Arbitro: | Giannoccaro (Lecce) |

|                   |           |  |
| Caputo 56’ (rig.) | Marcatori |  |

| Arbitro: | Pinzani (Empoli) |

|                      |           |  |
| Masucci 1’ Fusani 6’ | Marcatori |  |

| Arbitro: | Gallione (Alessandria) |

|                                                                  |           |  |
| Calliari 1’ Pintori 3’, 36’ Salvi 39’ Lauria 41’ Papa Dadson 61’ | Marcatori |  |

| Arbitro: | Baracani (Firenze) |

|                                  |                      |                                          |
| Pinardi 65’ (rig.) Giampà 97’    | Marcatori            | 60’ Ledesma 104’ Rubino                  |
| Perna Diagouraga Troiano Pinardi | Tiri di rigore 2 – 4 | Rubino Lanteri Vicentini Ledesma Bertani |

| Arbitro: | Romeo (Verona) |

|             |           |  |
| Salamon 72’ | Marcatori |  |

| Arbitro: | Velotto (Grosseto) |

|                             |           |  |
| Lodi 43’ (rig.) Angella 79’ | Marcatori |  |

| Arbitro: | Tozzi (Ostia Lido) |

|                          |           |  |
| Baclet 3’, 13’, 43’, 61’ | Marcatori |  |

| Arbitro: | Banti (Livorno) |

|                 |           |                               |
| Moscardelli 72’ | Marcatori | 15’, 34’ Berrettoni 76’ Selva |

| Arbitro: | Russo (Nola) |

|                                            |           |  |
| Volpi 19’ (rig.) Brienza 56’ Missiroli 90’ | Marcatori |  |

| Arbitro: | Stefanini (Prato) |

|                                           |           |               |
| Bracaletti 40’ Quintavalla 107’ Arma 116’ | Marcatori | 24’ Previtali |

| Arbitro: | Bergonzi (Genova) |

|             |           |  |
| Bianchi 68’ | Marcatori |  |

| Arbitro: | Tommasi (Bassano del Grappa) |

|                    |           |  |
| Godeas 101’ (rig.) | Marcatori |  |

| Arbitro: | Ciampi (Roma 1) |

|                 |           |  |
| Mastronunzio 3’ | Marcatori |  |

| Arbitro: | Tagliavento (Terni) |

|                          |           |                         |
| Romeo 36’, 50’ Pesce 90’ | Marcatori | 45+2’ (aut.) Frezzolini |

| Arbitro: | Rocchi (Firenze) |

|                                                  |                      |                                       |
| Giaccherini 45+1’ (rig.) Đurić 90+5’             | Marcatori            | 17’ Tozzi Borsoi 44’ Noviello         |
| Cusaro Castiglia De Feudis Giaccherini Schelotto | Tiri di rigore 3 – 2 | Noviello Perna Di Deo Danucci Bertoli |

| Arbitro: | Pierpaoli (Firenze) |

|                            |           |  |
| Cherubin 59’ Ardemagni 79’ | Marcatori |  |

| Arbitro: | Guida (Torre Annunziata) |

|                                           |                      |                                            |
| Basha 90+2’                               | Marcatori            | 18’ Buzzegoli                              |
| Bocchetti Basso Tavares Biso Guidi Ascoli | Tiri di rigore 4 – 3 | Grossi Gambadori Ebagua Radi Corti Tripoli |

| Arbitro: | Calvarese (Teramo) |

|                                      |           |          |
| Marchesetti 4’ Caridi 53’ Tarana 64’ | Marcatori | 47’ Ripa |

| Arbitro: | Candussio (Cervignano del Friuli) |

|           |           |                           |
| Botta 39’ | Marcatori | 30’ Nizzetto 90+3’ Fietta |

| Arbitro: | Valeri (Roma 2) |

|                                         |           |                               |
| Pichlmann 22’ Federici 37’ Alfageme 84’ | Marcatori | 48’ Mortelliti 67’ Ceccarelli |

### Tabella riassuntiva
| Squadra 1   | Risultato       | Squadra 2    |
| ----------- | --------------- | ------------ |
| Ancona      | 1 - 0           | Perugia      |
| Ascoli      | 3 - 1           | Crotone      |
| Brescia     | 1 - 0           | Ravenna      |
| Cesena      | 2 - 2 (3-2 dcr) | Ternana      |
| Cittadella  | 2 - 0           | Padova       |
| Empoli      | 2 - 0           | Reggiana     |
| Frosinone   | 1 - 1 (4-3 dcr) | Varese       |
| Grosseto    | 3 - 2           | Cosenza      |
| Lecce       | 4 - 0           | Vico Equense |
| Lumezzane   | 6 - 0           | Gallipoli    |
| Mantova     | 3 - 1           | Pro Patria   |
| Modena      | 2 - 2 (2-4 dcr) | Novara       |
| Piacenza    | 1 - 3           | Verona       |
| Reggina     | 3 - 0           | Arezzo       |
| Salernitana | 1 - 0           | Benevento    |
| Sassuolo    | 2 - 0           | Alessandria  |
| SPAL        | 3 - 1 (dts)     | AlbinoLeffe  |
| Torino      | 1 - 0           | Figline      |
| Triestina   | 1 - 0 (dts)     | Foggia       |
| Vicenza     | 1 - 2           | Cremonese    |

Note
1. 1 2  Inversione di campo rispetto all'esito del sorteggio.

## Terzo turno

### Risultati
| Arbitro: | Candussio (Cervignano del Friuli) |

|               |           |                             |
| Lucarelli 57’ | Marcatori | 45+1’ Vicentini 63’ Bertani |

| Arbitro: | Mazzoleni (Bergamo) |

|                        |           |  |
| Salvetti 2’ Riccio 28’ | Marcatori |  |

| Arbitro: | Orsato (Schio) |

|                          |           |  |
| Raimondi 73’ Dionisi 81’ | Marcatori |  |

| Arbitro: | Doveri (Roma 1) |

|                              |           |           |
| Pettinari 84’ Ardemagni 100’ | Marcatori | 48’ Pesce |

| Arbitro: | Pierpaoli (Firenze) |

|  |           |             |
|  | Marcatori | 26’ Brienza |

| Arbitro: | Velotto (Grosseto) |

|             |           |  |
| Mascara 45’ | Marcatori |  |

| Arbitro: | Ciampi (Roma 1) |

|                                                  |           |               |
| Miccoli 33’ (rig.), 35’ Simplício 53’ Cavani 71’ | Marcatori | 24’, 80’ Arma |

| Arbitro: | Nasca (Bari) |

|                              |           |                             |
| Gerardi 30’ Mastronunzio 43’ | Marcatori | 16’, 41’ Lauria 63’ Marconi |

| Arbitro: | Gava (Conegliano) |

|                                          |                      |                                     |
| Greco 83’ (rig.)                         | Marcatori            | 79’ (rig.) Lodi                     |
| Stellini Greco Bonucci Masiello De Vezze | Tiri di rigore 4 – 5 | Lodi Vannucchi Éder Coralli Piccolo |

| Arbitro: | Romeo (Verona) |

|                                                                 |                      |                                                          |
| Adaílton Britos Raggi Valiani Mingazzini Osvaldo Vigiani Zenoni | Tiri di rigore 6 – 7 | Scarlato Guidi Basso Aurelio Santoruvo Mazzeo Biso Basha |

| Arbitro: | Tommasi (Bassano del Grappa) |

|  |           |                 |
|  | Marcatori | 85’ Acquafresca |

| Arbitro: | De Marco (Chiavari) |

|                                              |           |  |
| Bogdani 48’ Pellissier 82’ Bentivoglio 90+1’ | Marcatori |  |

| Arbitro: | Peruzzo (Schio) |

|             |           |  |
| Šedivec 82’ | Marcatori |  |

| Arbitro: | Gervasoni (Mantova) |

|                                   |           |  |
| Maggio 29’ Lavezzi 43’ Hoffer 84’ | Marcatori |  |

| Arbitro: | Rosetti (Torino) |

|                                                                  |           |                                 |
| Pazzini 8’, 33’ Cassano 32’, 59’ Palombo 76’ (rig.) Padalino 90’ | Marcatori | 73’ Defendi 81’ (aut.) Lucchini |

| Arbitro: | Brighi (Cesena) |

|                         |           |  |
| Calaiò 59’ Larrondo 80’ | Marcatori |  |

### Tabella riassuntiva
| Squadra 1  | Risultato       | Squadra 2   |
| ---------- | --------------- | ----------- |
| Ancona     | 2 - 3           | Lumezzane   |
| Bari       | 1 - 1 (4-5 dcr) | Empoli      |
| Bologna    | 0 - 0 (6-7 dcr) | Frosinone   |
| Brescia    | 0 - 1           | Reggina     |
| Catania    | 1 - 0           | Cremonese   |
| Cesena     | 0 - 1           | Atalanta    |
| Chievo     | 3 - 0           | Mantova     |
| Cittadella | 2 - 1 (dts)     | Ascoli      |
| Livorno    | 2 - 0           | Torino      |
| Napoli     | 3 - 0           | Salernitana |
| Palermo    | 4 - 2           | SPAL        |
| Parma      | 1 - 2           | Novara      |
| Sampdoria  | 6 - 2           | Lecce       |
| Sassuolo   | 2 - 0           | Verona      |
| Siena      | 2 - 0           | Grosseto    |
| Triestina  | 1 - 0           | Cagliari    |

Note
1. 1 2  Inversione di campo rispetto all'esito del sorteggio.

## Quarto turno

### Risultati
| Arbitro: | Tommasi (Bassano del Grappa) |

|                              |           |  |
| Hanine 38’ Bentivoglio 90+4’ | Marcatori |  |

| Arbitro: | Doveri (Roma 1) |

|  |           |                   |
|  | Marcatori | 34’, 83’ González |

| Arbitro: | Guida (Torre Annunziata) |

|  |           |             |
|  | Marcatori | 20’ Marconi |

| Arbitro: | Celi (Campobasso) |

|                |           |  |
| Bogliacino 27’ | Marcatori |  |

| Arbitro: | Bergonzi (Genova) |

|                                              |           |           |
| Miccoli 27’ (rig.) Cavani 56’ Budan 69’, 73’ | Marcatori | 49’ Volpi |

| Arbitro: | Stefanini (Prato) |

|             |           |                                      |
| Mannini 46’ | Marcatori | 76’ (aut.) Lucchini 87’ Danilevičius |

| Arbitro: | Baracani (Firenze) |

|               |           |  |
| Stanković 53’ | Marcatori |  |

| Arbitro: | Valeri (Roma 2) |

|                                |           |  |
| Moretti 8’ Morimoto 74’ (rig.) | Marcatori |  |

### Tabella riassuntiva
| Squadra 1 | Risultato | Squadra 2  |
| --------- | --------- | ---------- |
| Atalanta  | 0 - 1     | Lumezzane  |
| Catania   | 2 - 0     | Empoli     |
| Chievo    | 2 - 0     | Frosinone  |
| Napoli    | 1 - 0     | Cittadella |
| Palermo   | 4 - 1     | Reggina    |
| Sampdoria | 1 - 2     | Livorno    |
| Siena     | 0 - 2     | Novara     |
| Triestina | 1 - 0     | Sassuolo   |